# Alice's Restaurant

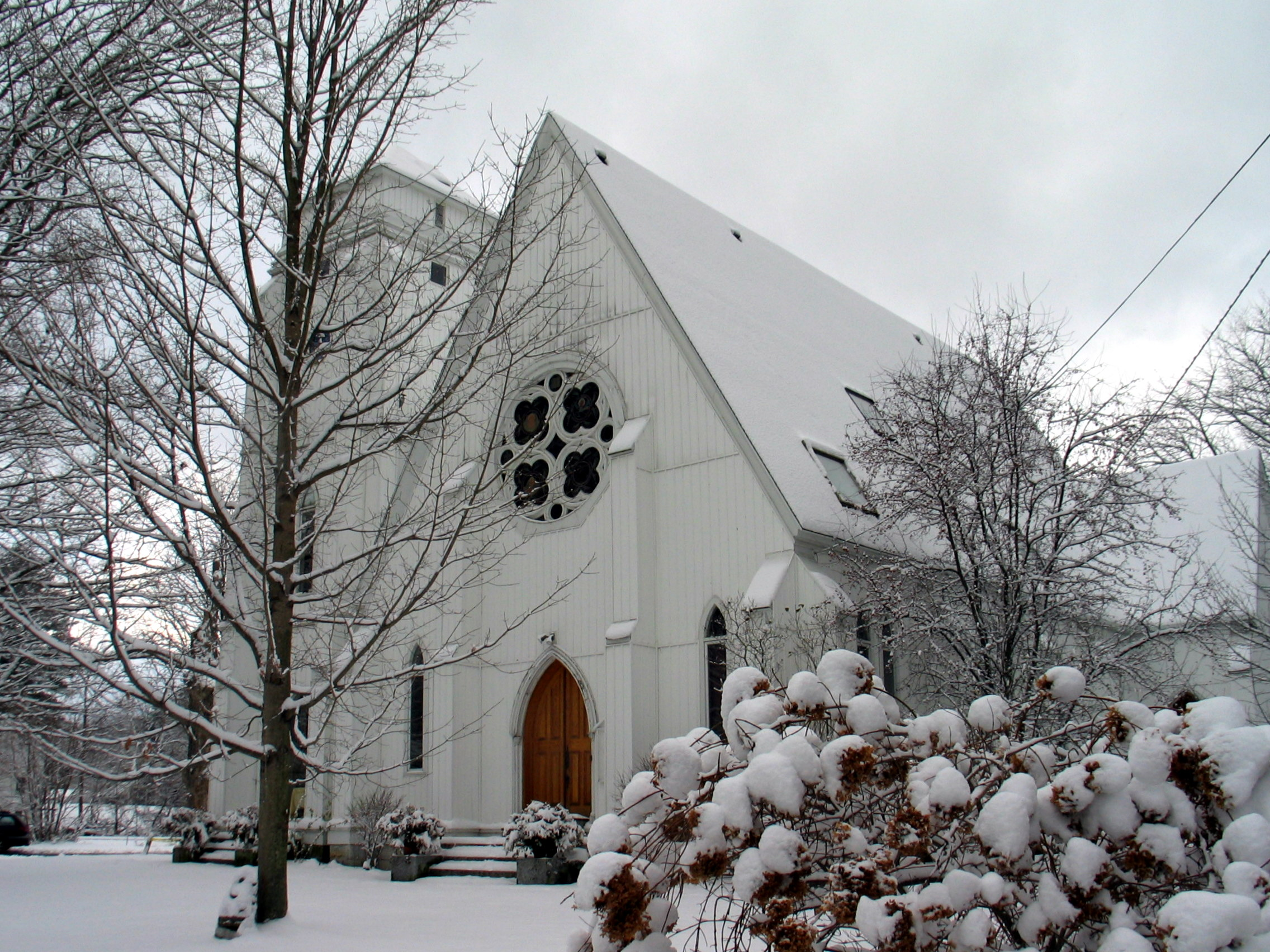
De kerk

Alice's Restaurant is een Amerikaanse filmkomedie uit 1969 onder regie van Arthur Penn.

## Verhaal
De folkzanger Arlo Guthrie wacht af of hij zijn dienstplicht moet doen. Hij wil intussen nog een paar maanden naar school gaan. Daar ontmoet hij zijn vriend Roger, die al na een paar dagen wordt weggestuurd. Wanneer Arlo in botsing komt met de autoriteiten, besluit hij Roger op te zoeken. Hij blijkt samen met Alice en Ray zijn intrek te hebben genomen in een oud kerkje, dat ze willen omvormen tot een restaurant.

## Rolverdeling
| Acteur              | Personage        |
| ------------------- | ---------------- |
| Arlo Guthrie        | zichzelf         |
| Patricia Quinn      | Alice Brock      |
| James Broderick     | Ray Brock        |
| Pete Seeger         | zichzelf         |
| Lee Hays            | zichzelf         |
| Michael McClanathan | Shelly           |
| Geoff Outlaw        | Roger Crowther   |
| Tina Chen           | Mari-chan        |
| Kathleen Dabney     | Karin            |
| William Obanhein    | zichzelf         |
| Seth Allen          | Evangelist       |
| Monroe Arnold       | Blueglass        |
| Joseph Boley        | Woody Guthrie    |
| Vinnette Carroll    | klerk            |
| Sylvia Davis        | Marjorie Guthrie |